# Список общерусских фамилий

## Списки

### Список Балановской
Группа исследователей под руководством Елены Владимировны Балановской опубликовала в журнале «Медицинская генетика» (2005, № 1) работу под заголовком «„Фамильные портреты“ пяти русских регионов».
Популярное изложение результатов работы было опубликовано в нескольких массовых печатных изданиях, из которых наиболее подробной была публикация в еженедельнике «Коммерсантъ Власть» (№ 38 [641] от 26 сентября 2005), в которой содержатся многочисленные неточности и искажения фактов в описательной части, но сам список фамилий приведён верно.
Критерий для включения в список фамилии был следующим: она включалась, если в течение трёх поколений в регионе жили не менее пяти носителей этой фамилии. Сначала были составлены списки по пяти условным регионам — Северному, Центральному, Центрально-Западному, Центрально-Восточному и Южному.
В сумме по всем регионам набралось около 15 тыс. русских фамилий, большинство из которых встречались только в одном из регионов и отсутствовали в других.
При наложении региональных списков друг на друга учёные выделили всего 257 так называемых «общерусских фамилий». Добавление на заключительном этапе к списку фамилий Южного региона данных по Краснодарскому краю сократило перечень на 7 единиц.

#### 250 фамилий списка Балановской
1. Смирнов
2. Иванов
3. Кузнецов
4. Соколов
5. Попов
6. Лебедев
7. Козлов
8. Новиков
9. Морозов
10. Петров
11. Волков
12. Соловьёв
13. Васильев
14. Зайцев
15. Павлов
16. Семёнов
17. Голубев
18. Виноградов
19. Богданов
20. Воробьёв
21. Фёдоров
22. Михайлов
23. Беляев
24. Тарасов
25. Белов
26. Комаров
27. Орлов
28. Киселёв
29. Макаров
30. Андреев
31. Ковалёв
32. Ильин
33. Гусев
34. Титов
35. Кузьмин
36. Кудрявцев
37. Баранов
38. Куликов
39. Алексеев
40. Степанов
41. Яковлев
42. Сорокин
43. Сергеев
44. Романов
45. Захаров
46. Борисов
47. Королёв
48. Герасимов
49. Пономарёв
50. Григорьев
51. Лазарев
52. Медведев
53. Ершов
54. Никитин
55. Соболев
56. Рябов
57. Поляков
58. Цветков
59. Данилов
60. Жуков
61. Фролов
62. Журавлёв
63. Николаев
64. Крылов
65. Максимов
66. Сидоров
67. Осипов
68. Белоусов
69. Федотов
70. Дорофеев
71. Егоров
72. Матвеев
73. Бобров
74. Дмитриев
75. Калинин
76. Анисимов
77. Петухов
78. Антонов
79. Тимофеев
80. Никифоров
81. Веселов
82. Филиппов
83. Марков
84. Большаков
85. Суханов
86. Миронов
87. Ширяев
88. Александров
89. Коновалов
90. Шестаков
91. Казаков
92. Ефимов
93. Денисов
94. Громов
95. Фомин
96. Давыдов
97. Мельников
98. Щербаков
99. Блинов
100. Колесников
101. Карпов
102. Афанасьев
103. Власов
104. Маслов
105. Исаков
106. Тихонов
107. Аксёнов
108. Гаврилов
109. Родионов
110. Котов
111. Горбунов
112. Кудряшов
113. Быков
114. Зуев
115. Третьяков
116. Савельев
117. Панов
118. Рыбаков
119. Суворов
120. Абрамов
121. Воронов
122. Мухин
123. Архипов
124. Трофимов
125. Мартынов
126. Емельянов
127. Горшков
128. Чернов
129. Овчинников
130. Селезнёв
131. Панфилов
132. Копылов
133. Михеев
134. Галкин
135. Назаров
136. Лобанов
137. Лукин
138. Беляков
139. Потапов
140. Некрасов
141. Хохлов
142. Жданов
143. Наумов
144. Шилов
145. Воронцов
146. Ермаков
147. Дроздов
148. Игнатьев
149. Савин
150. Логинов
151. Сафонов
152. Капустин
153. Кириллов
154. Моисеев
155. Елисеев
156. Кошелев
157. Костин
158. Горбачёв
159. Орехов
160. Ефремов
161. Исаев
162. Евдокимов
163. Калашников
164. Кабанов
165. Носков
166. Юдин
167. Кулагин
168. Лапин
169. Прохоров
170. Нестеров
171. Харитонов
172. Агафонов
173. Муравьёв
174. Ларионов
175. Федосеев
176. Зимин
177. Пахомов
178. Шубин
179. Игнатов
180. Филатов
181. Крюков
182. Рогов
183. Кулаков
184. Терентьев
185. Молчанов
186. Владимиров
187. Артемьев
188. Гурьев
189. Зиновьев
190. Гришин
191. Кононов
192. Дементьев
193. Ситников
194. Симонов
195. Мишин
196. Фадеев
197. Комиссаров
198. Мамонтов
199. Носов
200. Гуляев
201. Шаров
202. Устинов
203. Вишняков
204. Евсеев
205. Лаврентьев
206. Брагин
207. Константинов
208. Корнилов
209. Авдеев
210. Зыков
211. Бирюков
212. Шарапов
213. Никонов
214. Щукин
215. Дьячков
216. Одинцов
217. Сазонов
218. Якушев
219. Красильников
220. Гордеев
221. Самойлов
222. Князев
223. Беспалов
224. Уваров
225. Шашков
226. Бобылёв
227. Доронин
228. Белозёров
229. Рожков
230. Самсонов
231. Мясников
232. Лихачёв
233. Буров
234. Сысоев
235. Фомичёв
236. Русаков
237. Стрелков
238. Гущин
239. Тетерин
240. Колобов
241. Субботин
242. Фокин
243. Блохин
244. Селиверстов
245. Пестов
246. Кондратьев
247. Силин
248. Меркушев
249. Лыткин
250. Туров

### Список Журавлёва
Ещё один список самых популярных русских фамилий (500 фамилий) составил в начале XXI века коллектив сотрудников отдела этимологии и ономастики Института русского языка РАН под руководством Анатолия Фёдоровича Журавлёва.

#### Первые 25 фамилий из этого списка
1. Иванов
2. Смирнов
3. Кузнецов
4. Попов
5. Васильев
6. Петров
7. Соколов
8. Михайлов
9. Новиков
10. Фёдоров
11. Морозов
12. Волков
13. Алексеев
14. Лебедев
15. Семёнов
16. Егоров
17. Павлов
18. Козлов
19. Степанов
20. Николаев
21. Орлов
22. Андреев
23. Макаров
24. Никитин
25. Захаров

### Списки фамилий Санкт-Петербурга
Первый список самых распространённых русских фамилий, по-видимому, составил Борис Генрихович Унбегаун. На основании петербургской адресной книги за 1910 год он сформировал список из 100 самых распространённых фамилий, который опубликовал в 1972 году в своей книге «Русские фамилии», изданной в Англии на английском языке. Этот список отражает особенности этнического состава Санкт-Петербурга начала XX века. В результате, например, в число 100 самых распространённых фамилий попали немецкие по происхождению фамилии Шмидт и Шульц.

#### Первые 25 фамилий из списка Унбегауна
1. Иванов
2. Васильев
3. Петров
4. Смирнов
5. Михайлов
6. Фёдоров
7. Соколов
8. Яковлев
9. Попов
10. Андреев
11. Алексеев
12. Александров
13. Лебедев
14. Григорьев
15. Степанов
16. Семёнов
17. Павлов
18. Богданов
19. Николаев
20. Дмитриев
21. Егоров
22. Волков
23. Кузнецов
24. Никитин
25. Соловьёв

Для конца XX века А. И. Назаровым был составлен новый список 100 наиболее частотных фамилий жителей Петербурга, в котором 17 новых фамилий по сравнению со списком Б. Г. Унбегауна. Также многие фамилии в нём находятся не на тех местах, что в начале XX века.

### Список фамилий Москвы
Аналогичный список составил также Владимир Андреевич Никонов на основе телефонного справочника Москвы в 80-е годы XX века. Он же на обширном материале (фамилии около 3-х миллионов человек) выявил самые распространённые русские фамилии (по его данным, Смирнов, Иванов, Попов и Кузнецов) и составил карту распространения этих и других самых распространённых фамилий.